# Leioproctus opacior
Leioproctus opacior là một loài Hymenoptera trong họ Colletidae. Loài này được Cockerell mô tả khoa học năm 1936.